# Kerstatjärnen
Kerstatjärnen är en sjö i Härjedalens kommun i Härjedalen och ingår i Dalälvens huvudavrinningsområde. Sjön har en area på 0,0383 kvadratkilometer och ligger 711,8 meter över havet.

## Delavrinningsområde
Kerstatjärnen ingår i det delavrinningsområde (689223-135293) som SMHI kallar för Ovan Stor-Fjätan. Medelhöjden är 758 meter över havet och ytan är 25,6 kvadratkilometer. Räknas de 17 avrinningsområdena uppströms in blir den ackumulerade arean 157,26 kvadratkilometer. Fjätan (Kölån) som avvattnar avrinningsområdet har biflödesordning 2, vilket innebär att vattnet flödar genom totalt 2 vattendrag innan det når havet efter 495 kilometer. Avrinningsområdet består mestadels av skog (80 procent) och sankmarker (17 procent). Avrinningsområdet har 0,04 kvadratkilometer vattenytor vilket ger det en sjöprocent på 0,2 procent.